# Хапоель (Афула)
Футбольний клуб «Хапоель» (Афула) (івр. הפועל עפולה) — ізраїльський футбольний клуб із міста Афула. Заснований 1924 року.

## Історія
Клуб був заснований у 1924 році в Бейт-Ян, поблизу Явнеель, російськими євреями, пов'язаними з рухом «Хашомер Хацаір». Через безробіття в Бейт-Гані клуб переїхав до Афули.